# Rua de Santa Catarina

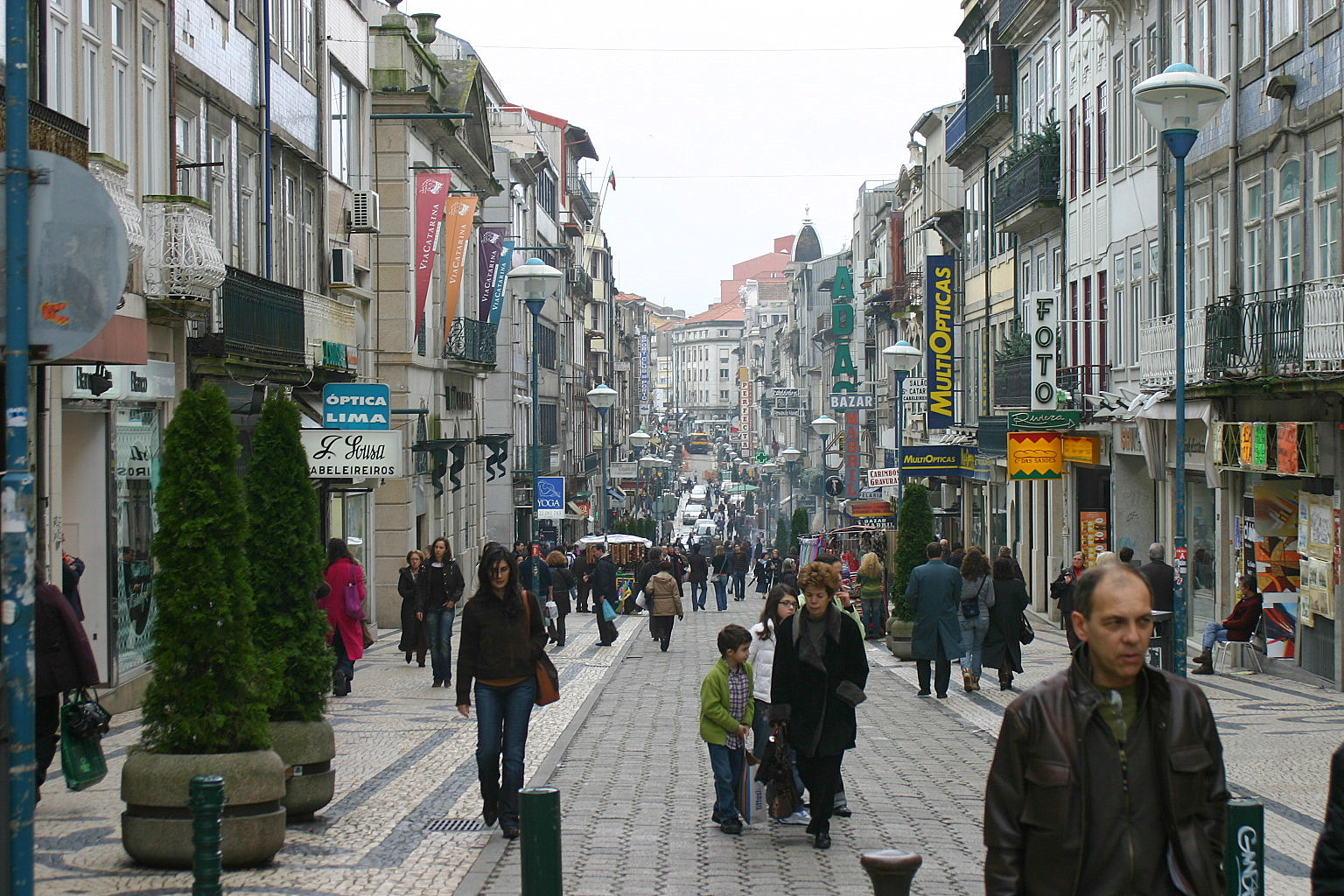
Rua de Santa Catarina.

La Rua de Santa Catarina est une rue commerçante notable et une rue en partie piétonne du centre-ville de Porto, au Portugal. Cette rue est très animée en journée. Le Café Majestic et la Chapelle de las Almas y sont situés.

## Situation
La Rua de Santa Catarina se trouve dans le quartier de Bolhão, situé au nord-est de la cathédrale et à l'est de la gare de São Bento. D'une longueur d'environ 1,5 km, elle est orientée sud-nord, commence au sud près de l'église Saint-Ildefonse et de la Praça de Batalha et se termine au nord à la Praça do Marquês de Pombal.

## Histoire
La rue tire son nom de Catherine d'Alexandrie qui était honorée dans une chapelle à cet endroit, aujourd'hui remplacée par la chapelle de las Almas. Son tracé apparaît dès le XVIIIe siècle.
La partie supérieure, au nord, a été ouverte en 1784 et s'est appelée d'abord Rua Bela da Princesa.

## Description
La Rua de Santa Catarina accueille, surtout dans sa partie basse, de nombreuses enseignes internationalement connues (vêtements, chaussures, luxe, etc.) et le centre commercial Via Catarina, ouvert en 1996. À proximité immédiate se trouvent le Mercado do Bolhão, un des plus importants marchés de Porto, et le Colisée de Porto, grande salle de spectacle.
Un accès à la station de métro Bolhão se trouve au coin de la rue de Fernandes Tomás